# Distrito Histórico de Stimson Avenue
El Distrito Histórico de Stimson Avenue es un distrito histórico residencial en el lado este de la ciudad Providence, la capital del estado de Rhode Island (Estados Unidos). Incluye todo Stimson Avenue y Diman Place, así como propiedades adyacentes en las calles Angell al sur y Hope al oeste, formando un área rectangular relativamente compacta. Esta área se desarrolló aproximadamente entre 1880 y 1900, y presenta una colección de casas de estilo Reina Ana y neocolonial de alta calidad, con algunas casas de estilo italiano anteriores en sus bordes. Entre los mejores está 19 Stimson Avenue, construido en 1890 con un diseño de Stone, Carpenter & Willson; es una transición estilística entre estilo Reina Ana y neocolonial con un elaborado trabajo en madera y una gran cantidad de acabados de superficies exteriores, en una forma predominantemente simétrica de Colonial Revival. La única estructura no residencial es la Iglesia Congregacional Central de ladrillo de 1893 en 296 Angell Street.
El distrito fue incluido en el Registro Nacional de Lugares Históricos en 1973.  Fue designado Distrito Histórico de Providence en 1981, protegiendo las propiedades en el distrito de alteraciones inapropiadas.